# Borosa

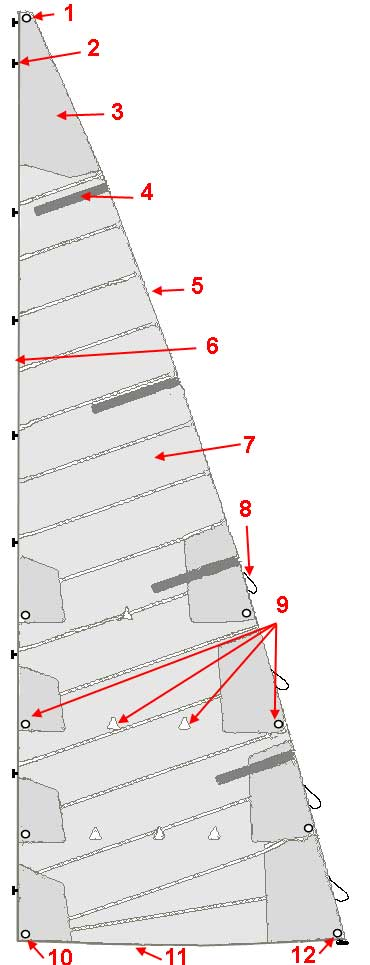
Schema di una randa predisposta per tre circuiti della borosa. Il numero 9. indica le due bugne della seconda borosa e, in mezzo alla vela, gli attacchi dei matafioni

In nautica, la borosa è la manovra il cui circuito permette la riduzione della superficie velica della randa (operazione che nel suo complesso è detta prendere una mano di terzaroli). Tale manovra è eseguita per diminuire la potenza delle vele e quindi aumentare la manovrabilità: tipicamente ciò è necessario con vento forte, quando la barca si inclina eccessivamente e l'equipaggio fatica a governarla; avere vele meno potenti, però, può anche essere necessario quando, magari a causa di un'avaria al motore, bisogna entrare in porto a vela. In questo modo si otterranno una riduzione della velocità e un aumento della visibilità sottovento (riducendo la superficie velica si riduce l'angolo di visuale coperto dalla randa). Una barca che ha ridotto le vele per agevolare una particolare manovra è detta esporre la velatura di manovra.
Anche se nella maggioranza dei casi tale riduzione è effettuabile solo sulla randa, in alcune classi veliche (come i mini 6.50) si trovano altre vele terzarolabili come i fiocchi (o solent) e gli spinnaker asimmetrici (detti anche gennaker) che possono presentare mani di terzaroli.

## Descrizione del circuito
Una randa può avere una o più borose, a seconda delle caratteristiche di costruzione della barca su cui verrà usata e della randa stessa. Le derive di solito non hanno più di una borosa, i cabinati anche tre.
In generale, la borosa è un circuito che, una volta ammainata parzialmente la randa, richiama al boma una striscia di vela e individua, nel punto in cui esercita la tensione, il nuovo punto di scotta: infatti, la presa dei terzaroli permette di ottenere una randa più piccola semplicemente piegando su se stessa una porzione di quella già armata e usare delle bugne appositamente cucite nella vela come i punti di mura e di scotta della "nuova" randa; se infatti è comune avere a bordo più fiocchi di misure diverse per diverse intensità del vento, questo sarebbe molto meno pratico per la randa.
Più specificamente, la cima del circuito ha un'estremità assicurata al boma grazie a una gassa d'amante passata in un golfare, passa attraverso la bugna vicino alla balumina della randa (nel punto che, conclusa la manovra, diventerà il punto di scotta) e torna alla varea del boma; esce all'altra estremità del boma, da dove può essere cazzata. Resta il problema di assicurare alla trozza del boma il nuovo punto di mura e di recuperare la tela inutilizzata per evitare che prenda vento e rischi di fare danni.
Nel sistema più antico e da alcuni considerato più affidabile questo viene fatto manualmente, incocciando una bugna posta appositamente vicino alla ralinga della randa in un gancio saldato alla trozza del boma, il cosiddetto corno di trozza. La randa, in questo modo, ha assicurati saldamente i propri punti di mura e di scotta e, una volta messa di nuovo in tensione la drizza, è pronta a essere cazzata per ripartire. È ora necessario recuperare la tela che pende dal boma. Le rande che usano questo sistema sono dotate di matafioni, cime che pendono dalla randa stessa all'altezza in cui si troverà la nuova base una volta ridotta la velatura; sarà quindi sufficiente raccogliere la tela inutilizzata in pieghe e serrarle dando volta ai matafioni attorno al boma. 
Esistono sistemi più moderni che permettono di non andare all'albero per incocciare la bugna nel corno della trozza. La borosa qui, dopo essere entrata nella varea del boma, anziché uscire sotto al boma e andare nello strozzatore o stopper, esce dalla trozza, passa nella bugna di prua, quella che individua il nuovo punto di mura, e poi torna giù nello strozzatore o nello stopper. In questo modo, cazzando il circuito si recupera la vela sia a prua sia a poppa ed è possibile farlo restando in pozzetto. Questo sistema è diffuso sia nelle derive (dove è strutturato in modo da raccogliere la randa a fisarmonica, senza bisogno di matafioni) sia nei cabinati (ma qui, a causa delle dimensioni, resta necessario raccogliere la tela ammainata con i matafioni). Lo svantaggio di questo sistema più semplice sta nel fatto che, allungando il circuito, è necessario avere una borosa più lunga, più laboriosa da cazzare. Inoltre, si aggiungono dei punti di sfregamento a un circuito che già nella sua forma "base" è sottoposto a tensioni importanti, con il rischio di logorare più velocemente le cime o di fare danni gravi.
Nei cabinati è frequente avere più di una borosa, sovente fino a tre. In questo modo la barca può uscire in sicurezza anche con venti molto forti, semplicemente prendendo tre mani di terzaroli e issando una tormentina a prua.

## La mano di terzaroli
Propriamente, la mano di terzaroli è la porzione di randa che viene piegata e diventa inutilizzata. Prendere una mano di terzaroli, quindi, significa eseguire la manovra che consiste nel mettere la barca di bolina con la scotta della randa lasca, filare la drizza della randa (dopo aver lascato il vang o caricabasso e tesato, se c'è, l'amantiglio), incocciare la bugna nel corno della trozza, tesare nuovamente la drizza della randa, cazzare la borosa, filare l'amantiglio, cazzare nuovamente il vang, dar volta ai matafioni. Prendere due mani di terzaroli significa eseguire la manovra cazzando il circuito della seconda borosa (che recupererà circa il doppio della tela recuperata dalla prima borosa). 